# ラスティックベル
ラスティックベル（欧字名:Rustic Belle、1990年3月16日 - 不明）はアメリカ合衆国生産・フランス調教の競走馬、繁殖牝馬。競走馬としては目立った成績は残せなかったが、繁殖牝馬として日本に輸入された後、多くの活躍馬を輩出する牝系の祖となった。
主な直系子孫に、フサイチリシャール、ノームコア、クロノジェネシスがいる。

## 略歴
1990年にアメリカ合衆国ケンタッキー州の牧場で出生。1歳8月のイヤリングセールで38万5000ドルで取引された後、フランスで競走馬デビューを飾った。通算成績は6戦1勝。
競走馬引退後の1994年に繁殖牝馬として日本に輸入され、北海道早来町のノーザンファームで繁殖入り。サンデーサイレンスとの配合で生産した2番仔のフサイチエアデールが1999年にシンザン記念を制し、自身の果たせなかった重賞制覇を達成。フサイチエアデールは繁殖牝馬としても優秀な成績を残し、2005年には産駒のフサイチリシャールが一族初のGI制覇となる朝日杯フューチュリティステークスを優勝した。またフサイチエアデールの全妹インディスユニゾンは競走馬としては不出走で引退したが、産駒のクロノロジストが繁殖入り後にノームコア・クロノジェネシスの姉妹を産んでいる。
2011年からは新冠橋本牧場に移動。最終的に13頭の産駒を残し、2012年12月1日付で用途変更となった。

## 繁殖成績
|        | 生年   | 馬名               | 性 | 毛色   | 父                 | 馬主                                                   | 管理調教師                                                                                     | 戦績                                                     | 出典   |
| ------ | ------ | ------------------ | -- | ------ | ------------------ | ------------------------------------------------------ | ---------------------------------------------------------------------------------------------- | -------------------------------------------------------- | ------ |
| 初仔   | 1995年 | アネーロ           | 牝 | 栗毛   | ノーザンテースト   | 根岸治男                                               | 栗東・木原一良                                                                                 | 16戦2勝（抹消、繁殖）                                    | [ 4 ]  |
| 2番仔  | 1996年 | フサイチエアデール | 牝 | 黒鹿毛 | サンデーサイレンス | 関口房朗                                               | 栗東・松田国英                                                                                 | 21戦5勝（抹消、繁殖） 優勝・報知杯4歳牝馬特別（GII）ほか | [ 5 ]  |
| 3番仔  | 1997年 | インディスユニゾン | 牝 | 青鹿毛 | サンデーサイレンス |                                                        |                                                                                                | 不出走（抹消、繁殖）                                     | [ 6 ]  |
| 4番仔  | 1999年 | ベラージオ         | 牡 | 鹿毛   | メジロライアン     | 金子真人 →金子真人ホールディングス（株）               | 盛岡・櫻田浩三 →美浦・高市圭二                                                                 | 32戦8勝（抹消） 3着・マーチS（GIII）                     | [ 7 ]  |
| 5番仔  | 2000年 | ゴーゴーサイレンス | 牡 | 鹿毛   | サンデーサイレンス | （有）池ばた                                           | 栗東・森秀行                                                                                   | 2戦0勝（現役中死亡）                                     | [ 8 ]  |
| 6番仔  | 2001年 | マリアヴァレリア   | 牝 | 青鹿毛 | サンデーサイレンス | （有）サンデーレーシング                               | 美浦・堀宣行                                                                                   | 12戦5勝（抹消、繁殖）                                    | [ 9 ]  |
| 7番仔  | 2002年 | ランバリヨン       | 牡 | 黒鹿毛 | サンデーサイレンス | （有）サンデーレーシング →吉田勝己 →平田一雄 →広藤政弘 | 栗東・松田国英 →北海道・廣森久雄 →佐賀・東美義 →兵庫・山本和之 →福山・渡辺貞夫 →兵庫・西村守幸 | 60戦9勝（抹消）                                          | [ 10 ] |
| 8番仔  | 2004年 | ペルヴィアンリリー | 牝 | 栗毛   | フレンチデピュティ | （有）サンデーレーシング                               | 美浦・二ノ宮敬宇                                                                               | 不出走（抹消、繁殖）                                     | [ 11 ] |
| 9番仔  | 2005年 | ピアレスベル       | 牝 | 栗毛   | アグネスタキオン   | （有）キャロットファーム                               | 栗東・音無秀孝                                                                                 | 不出走（抹消、繁殖）                                     | [ 12 ] |
| 10番仔 | 2007年 | トーセンアンタッチ | 牡 | 栗毛   | アグネスタキオン   | 島川隆哉                                               | 栗東・池江泰寿 →北海道・廣森久雄                                                               | 9戦2勝（抹消）                                           | [ 13 ] |
| 11番仔 | 2008年 | アドマイヤエバート | 牝 | 鹿毛   | ディープインパクト | 近藤利一                                               | 栗東・松田博資 →名古屋・角田輝也                                                               | 6戦2勝（抹消、繁殖）                                     | [ 14 ] |
| 12番仔 | 2009年 | シーダーブレイクス | 牝 | 鹿毛   | ディープインパクト |                                                        |                                                                                                | 不出走（抹消、繁殖）                                     | [ 15 ] |
| 13番仔 | 2012年 | セイユウヴィーナス | 牝 | 青鹿毛 | ハーツクライ       | 松岡正二                                               | 美浦・鈴木伸尋 →佐賀・三小田幸人 →高知・工藤真司                                               | 30戦1勝（抹消、繁殖）                                    | [ 16 ] |

## 主要なファミリーライン
太字はGI級競走優勝馬。*印は日本に輸入された馬。
- *ラスティックベル 1990
  - アネーロ 1995
    - クレバーユーミン 2008
      - サザンオールスター 2014（新緑賞）

  - フサイチエアデール 1996（報知杯4歳牝馬特別など重賞4勝）
    - ライラプス 2002（クイーンC）
    - フサイチリシャール 2003（朝日杯FS、阪神C、東京スポ杯2歳S）
    - アステリオン 2004
      - スタンサンセイ 2016（ウインター争覇）

    - グリッターカーラ 2005
      - ジャポニカーラ 2012
        - ビザンチンドリーム 2021（きさらぎ賞、レッドシーターフH）

    - ビーチサンバ 2016（重賞2着4回）

  - インディスユニゾン 1997
    - クロノロジスト 2003
      - ノームコア 2015（ヴィクトリアマイル、香港Cなど重賞5勝）
      - クロノジェネシス 2016（秋華賞、宝塚記念2回など重賞6勝）

  - ベラージオ 1999（OP特別1勝）
  - マリアヴァレリア 2001
    - マリアヴェロニカ 2008
      - ウインシャーロット 2018（L1勝、重賞2着2回）

  - ペルヴィアンリリー 2004
    - アドマイヤエイカン 2013（札幌2歳S）

牝系図の出典：牝系検索α

## 血統表
| ラスティックベルの血統      | ラスティックベルの血統                           | ラスティックベルの血統                           | （血統表の出典）                                 | （血統表の出典） |
| 父系                        | ミスタープロスペクター系                         | ミスタープロスペクター系                         | ミスタープロスペクター系                         |                  |
| 父 Mr. Prospector 鹿毛 1970 | 父の父Raise a Native 栗毛 1961                   | Native Dancer                                    | Polynesian                                       | Polynesian       |
| 父 Mr. Prospector 鹿毛 1970 | 父の父Raise a Native 栗毛 1961                   | Native Dancer                                    | Geisha                                           |                  |
| 父 Mr. Prospector 鹿毛 1970 | 父の父Raise a Native 栗毛 1961                   | Raise You                                        | Case Ace                                         | Case Ace         |
| 父 Mr. Prospector 鹿毛 1970 | 父の父Raise a Native 栗毛 1961                   | Raise You                                        | Lady Glory                                       |                  |
| 父 Mr. Prospector 鹿毛 1970 | 父の母Gold Digger 鹿毛 1962                      | Nashua                                           | Nasrullah                                        | Nasrullah        |
| 父 Mr. Prospector 鹿毛 1970 | 父の母Gold Digger 鹿毛 1962                      | Nashua                                           | Segula                                           |                  |
| 父 Mr. Prospector 鹿毛 1970 | 父の母Gold Digger 鹿毛 1962                      | Sequence                                         | Count Fleet                                      | Count Fleet      |
| 父 Mr. Prospector 鹿毛 1970 | 父の母Gold Digger 鹿毛 1962                      | Sequence                                         | Miss Dogwood                                     |                  |
| 母 Ragtime Girl 栗毛 1973   | 母の父Francis S. 栗毛 1957                       | Royal Charger                                    | Nearco                                           | Nearco           |
| 母 Ragtime Girl 栗毛 1973   | 母の父Francis S. 栗毛 1957                       | Royal Charger                                    | Sun Princess                                     |                  |
| 母 Ragtime Girl 栗毛 1973   | 母の父Francis S. 栗毛 1957                       | Blue Eyed Momo                                   | War Admiral                                      | War Admiral      |
| 母 Ragtime Girl 栗毛 1973   | 母の父Francis S. 栗毛 1957                       | Blue Eyed Momo                                   | Big Event                                        |                  |
| 母 Ragtime Girl 栗毛 1973   | 母の母Swinging Doll 栗毛 1967                    | Raise a Native                                   | Native Dancer                                    | Native Dancer    |
| 母 Ragtime Girl 栗毛 1973   | 母の母Swinging Doll 栗毛 1967                    | Raise a Native                                   | Raise You                                        |                  |
| 母 Ragtime Girl 栗毛 1973   | 母の母Swinging Doll 栗毛 1967                    | Doll Ina                                         | Helioscope                                       | Helioscope       |
| 母 Ragtime Girl 栗毛 1973   | 母の母Swinging Doll 栗毛 1967                    | Doll Ina                                         | Nimble Doll                                      |                  |
| 母系(F-No.)                 | (FN:20-a)                                        | (FN:20-a)                                        | (FN:20-a)                                        | [ § 2 ]          |
| 5代内の近親交配             | Raise a Native 2×3、Nearco 5×4、Mumtaz Begum 5×5 | Raise a Native 2×3、Nearco 5×4、Mumtaz Begum 5×5 | Raise a Native 2×3、Nearco 5×4、Mumtaz Begum 5×5 | [ § 3 ]          |
| 出典                        | 1. 2. 3.                                         | 1. 2. 3.                                         | 1. 2. 3.                                         | 1. 2. 3.         |